# Akutan (Alaska)
Akutan (Achan-ingiiga in Aluetino) è una cittadina degli Stati Uniti d'America nel Borough delle Aleutine orientali, nello Stato dell'Alaska. La popolazione, secondo una stima del 2006, è di 767 abitanti.

## Geografia fisica
Akutan si trova sull'isola di Akutan, una delle isole Fox, che fanno parte delle Aleutine.
Si trova 35 miglia ad est di Unalaska e 766 miglia a sud-ovest di Anchorage. La città ha un clima marittimo, con inverni miti ed estati fresche. Le temperature medie vanno da una minima di -5 °C a una massima di 13 °C. Le precipitazioni raggiungono i 71 centimetri cubi annui. Forti venti e tempeste sono frequenti durante i mesi invernali e banchi nebbiosi sono molto comuni in estate.
La città si estende su una superficie totale di circa 48.9 chilometri quadrati, di cui circa il 74% è occupato dalla terra e il restante 26% dal mare.

## Storia

Cimitero e cappella ortodossa, andati distrutti nel 1999

Akutan nacque nel 1878 come deposito di pellicce e porto commerciale per la Western Fur & Trading Company. Questa azienda diede vita ad un commercio basato sulla pesca e lavorazione di baccalà che attirò in città un certo numero di famiglie Aleutine provenienti dalle isole vicine. Nello stesso anno furono costruite una scuola e una chiesa ortodossa russa, sostituita nel 1918 da una cappella intitolata ad Aleksandr Nevskij, principe russo del XIII secolo. Nel 1912 la Pacific Whaling Company costruì, al largo della baia di Akutan, una stazione per la lavorazione delle balene. Quella di Akutan era l'unica struttura del genere in tutte le Aleutine e fu attiva fino al 1939. Dopo che i Giapponesi attaccarono Unalaska, nel giugno del 1942, il governo degli Stati Uniti fece evacuare l'intera popolazione di Akutan, che fu spostata nell'area di Ketchikan. Quello che ormai era diventato un villaggio deserto riprese vita nel 1944, nonostante numerose famiglie scelsero di non ritornarci. In questo periodo, il contatto con il mondo esterno portò grandi cambiamenti allo stile di vita tradizionale e alle abitudini della comunità. La status di città fu riaffermato nel 1979.

## Censimento del 2000
Akutan è abitata da 713 individui. La comunità racchiude al suo interno un tradizionale villaggio di Unangan, gli abitanti delle isole Aleutine, che compongono il 16.4% della popolazione. Il restante 83.6% è suddiviso in bianchi (23.56%), neri o afroamericani (15.71%), asiatici (38.57%), abitanti delle isole del Pacifico (0.28%) e altre razze (18.23%).
Una settantina di persone vivono in città per tutto l'anno e quindi la maggior parte della cittadinanza è composta dai funzionari delle stazioni di lavorazione del pesce che vivono in appositi quartieri e sono presenti solo nei periodi lavorativi.
Nel censimento del 2000 furono contate 38 abitazioni, di cui 4 inutilizzate. Inoltre si registrò che 97 residenti avevano un lavoro e che il livello di disoccupazione ammontava circa all'83.89%, nonostante l'84.84% degli adulti non fosse in grado di lavorare. Il guadagno medio di una famiglia era di 33.750 $, mentre quello pro capite di 12.259 $. Il 45.48% dei residenti vivevano sotto il livello di povertà. Sempre secondo il censimento del 2000, la densità della popolazione era di 2.6 persone per chilometro quadrato. La densità delle abitazioni invece ammontava ad 1 costruzione per chilometro quadrato. C'erano 34 famiglie, di cui il 20.6% aveva figli non ancora maggiorenni, il 32.4% erano coppie sposate che vivevano insieme e il 47.1% non erano famiglie. Ogni famiglia era composta in media da 3 membri.
L'età media dei cittadini era di 40 anni e il rapporto donna-uomo di 1 a 3.

## Servizi pubblici
L'elettricità è fornita dall'Akutan Electric Utility. Il fabbisogno idrico è, invece, soddisfatto da un torrente locale e da una diga, costruita nel 1927. Sono stati chiesti fondi per sviluppare due nuovi bacini di raccolta e costruire una nuova cisterna da quasi 500.000 litri. Gli scarichi fognari sono raccolti in un apposito serbatoio e poi espulsi nell'oceano attraverso un canale di scarico.
La spazzatura è raccolta tre volte a settimana e viene portata alla discarica e all'inceneritore, entrambi recentemente costruiti. Inoltre la città ricicla l'alluminio. Nella comunità c'è una scuola, frequentata da 18 studenti, e un ospedale: l'Anesia Kudrin Memorial Clinic. Inoltre i servizi di emergenza hanno accesso a mezzi di trasporto marini ed elicotteri. È da notare che nella città non esiste una farmacia, ma i medicinali possono essere comprati da un venditore automatico che viene caricato periodicamente.
Non ci sono telefoni nelle abitazioni private ad Akutan: le comunicazioni avvengono via radio.

## Economia e trasporti

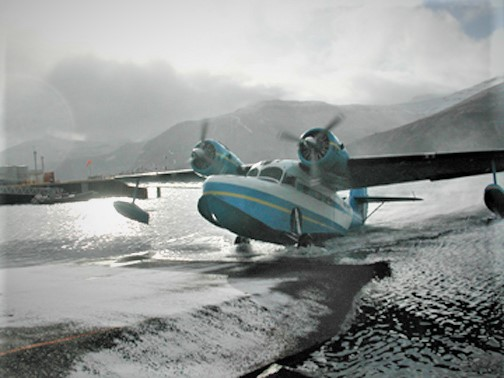
Aereo anfibio Grumman G-21 Goose ad Akutan

La lavorazione commerciale del pesce è la base dell'economia di Akutan e numerosi abitanti lavorano nel settore; la popolazione, infatti, può quadruplicarsi o addirittura quintuplicarsi nei periodi di lavorazione. Il grande stabilimento della Trident Seafoods, maggiore fonte di lavoro per la comunità, produce prodotti a base di baccalà, granchio e merluzzo giallo. Barche, aerei anfibi o elicotteri sono gli unici collegamenti con la terraferma. Lo State Ferry passa due volte al mese nel periodo tra maggio e ottobre. La posta e prodotti di primo bisogno sono consegnati settimanalmente da Seattle con un aereo. Akutan non ha una pista d'atterraggio a causa del terreno scosceso, tuttavia è utilizzabile un punto di atterraggio per idrovolanti. Sono in corso nuove ispezioni del territorio per costruire l'aeroporto di Akutan, questo lavoro è promosso dagli abitanti e porterà benefici alla comunità. Sono inoltre garantiti voli giornalieri per la vicina Unalaska. Onde alte possono limitare l'accesso alla città durante i mesi invernali. Le abitazioni non sono collegate da strade, bensì da passerelle lignee.